# Mike Hoffman
Michael "Mike" Hoffman, född 24 november 1989 i Kitchener i Ontario, är en kanadensisk professionell ishockeyforward som spelar för Montreal Canadiens i NHL.
Han har tidigare spelat för Ottawa Senators, Florida Panthers och St. Louis Blues i NHL; Binghamton Senators i AHL; Elmira Jackals i ECHL; Kitchener Rangers i OHL samt Olympiques de Gatineau, Voltigeurs de Drummondville och Saint John Sea Dogs i LHJMQ.

## Spelarkarriär

### Ottawa Senators
Han draftades i femte rundan i 2009 års draft av Ottawa Senators som 130:e spelare totalt. I juli 2010 deltog Hoffman i Ottawa Senators utvecklingscamp och den 22 juli 2010 undertecknade han ett kontrakt på ingångsnivå med NHL-klubben. Efter att ha deltagit i Senators rookie- och trainingcamp blev Hoffman skickad till Binghamton Senators, Senators samarbetspartner i American Hockey League (AHL). Hoffman spelade större delen av säsongen med Binghamton och var en del av 2011 års Calder Cup-vinnande lag. Under säsongen spelade han även fyra matcher i ECHL med Elmira Jackals.
Hoffman återvände till Binghamton för säsongen 2011-12. Han kallades upp till Ottawa i december 2011 och gjorde sin NHL-debut den 23 december 2011 i en match mot Carolina Hurricanes.
Hoffman var Binghamtons främste poänggörare under AHL-säsongen 2012-13 innan han drabbades av ett brutet nyckelben strax före AHL All-Star Game. Han spelade tre matcher med Ottawa innan han åter igen skadade nyckelbenet och missade de 12 sista grundseriematcherna och de 10 första slutspelsmatcherna under säsongen.
Hoffman inledde säsongen 2013-14 i Binghamton. Han återkallades till Ottawa den 2 december 2013 efter att ha gjort 26 poäng på 21 matcher, näst flest i AHL vid den tidpunkten. Han återvände till Binghamton, men återvände till Ottawa i februari 2014 och förblev kvar i laget under de sista 23 matcherna. Under säsongen 2014-15 spelade Hoffman hela säsongen i Ottawa och med 27 mål gjorde han flest mål i laget. Han blev utvald att spela i NHL All-Star weekend och vann skytteligan bland NHL-rookies.

### San Jose Sharks
Efter ett uppmärksammat fall under säsongen 2017–18 där Hoffmans sambo, Monika Caryk, påstods ha nätmobbat Erik Karlssons fru Melinda, blev situationen i Ottawa ohållbar. Den 19 juni 2018 tradades han därför till San Jose Sharks tillsammans med Cody Donaghey och ett draftval i femte rundan 2020, i utbyte mot Mikkel Bødker, Julius Bergman och ett draftval i sjätte rundan 2020.

### Florida Panthers
Drygt två timmar efter traden till San Jose Sharks, skickade Sharks vidare Hoffman till Florida Panthers tillsammans med ett draftval i sjunde rundan 2018, i utbyte mot tre draftval; ett i fjärde rundan 2018, ett i femte rundan 2018 samt ett i andra rundan 2019.

### St. Louis Blues
11 januari 2021 skrev Hoffman på ett ettårskontrakt med St. Louis Blues.

## Statistik
| 2005–2006    | Kitchener Dutchmen          | MWJHL        | 2   | 0   | 1   | 1   | 0   | —  | —  | —  | —  | —  |
| 2006–2007    | Kitchener Dutchmen          | MWJHL        | 47  | 28  | 29  | 57  | 70  | 6  | 3  | 5  | 8  | 6  |
|              | Kitchener Rangers           | OHL          | 2   | 0   | 0   | 0   | 2   | 4  | 0  | 0  | 0  | 0  |
| 2007–2008    | Olympiques de Gatineau      | LHJMQ        | 19  | 5   | 7   | 12  | 16  | —  | —  | —  | —  | —  |
|              | Voltigeurs de Drummondville | LHJMQ        | 43  | 19  | 17  | 36  | 77  | —  | —  | —  | —  | —  |
| 2008–2009    | Voltigeurs de Drummondville | LHJMQ        | 62  | 52  | 42  | 94  | 86  | 19 | 21 | 13 | 34 | 26 |
| 2009–2010    | Saint John Sea Dogs         | LHJMQ        | 56  | 46  | 39  | 85  | 38  | 21 | 11 | 13 | 24 | 23 |
| 2010–2011    | Binghamton Senators         | AHL          | 74  | 7   | 18  | 25  | 16  | 19 | 1  | 8  | 9  | 16 |
|              | Elmira Jackals              | ECHL         | 4   | 0   | 3   | 3   | 0   | —  | —  | —  | —  | —  |
| 2011–2012    | Ottawa Senators             | NHL          | 1   | 0   | 0   | 0   | 0   | —  | —  | —  | —  | —  |
|              | Binghamton Senators         | AHL          | 76  | 21  | 28  | 49  | 44  | —  | —  | —  | —  | —  |
| 2012–2013    | Ottawa Senators             | NHL          | 3   | 0   | 0   | 0   | 2   | —  | —  | —  | —  | —  |
|              | Binghamton Senators         | AHL          | 41  | 13  | 15  | 28  | 38  | —  | —  | —  | —  | —  |
| 2013–2014    | Ottawa Senators             | NHL          | 25  | 3   | 3   | 6   | 2   | —  | —  | —  | —  | —  |
|              | Binghamton Senators         | AHL          | 51  | 30  | 37  | 67  | 32  | —  | —  | —  | —  | —  |
| 2014–2015    | Ottawa Senators             | NHL          | 79  | 27  | 21  | 48  | 14  | 6  | 1  | 2  | 3  | 2  |
| 2015–2016    | Ottawa Senators             | NHL          | 78  | 29  | 30  | 59  | 18  | —  | —  | —  | —  | —  |
| 2016–2017    | Ottawa Senators             | NHL          | 74  | 26  | 35  | 61  | 51  | 19 | 6  | 5  | 11 | 10 |
| 2017–2018    | Ottawa Senators             | NHL          | 82  | 22  | 34  | 56  | 32  | —  | —  | —  | —  | —  |
| 2018–2019    | Florida Panthers            | NHL          | 82  | 36  | 34  | 70  | 30  | —  | —  | —  | —  | —  |
| 2019–2020    | Florida Panthers            | NHL          | 69  | 29  | 30  | 59  | 28  | 4  | 3  | 2  | 5  | 4  |
| 2020–2021    | St. Louis Blues             | NHL          | 52  | 17  | 19  | 36  | 10  | 4  | 1  | 0  | 1  | 4  |
| 2021–2022    | Montreal Canadiens          | NHL          | 67  | 15  | 20  | 35  | 32  | —  | —  | —  | —  | —  |
| 2022–2023    | Montreal Canadiens          | NHL          | 67  | 14  | 20  | 34  | 28  | —  | —  | —  | —  | —  |
| NHL totalt   | NHL totalt                  | NHL totalt   | 679 | 218 | 246 | 464 | 247 | 33 | 11 | 9  | 20 | 20 |
| AHL totalt   | AHL totalt                  | AHL totalt   | 242 | 71  | 98  | 169 | 130 | 19 | 1  | 8  | 9  | 16 |
| LHJMQ totalt | LHJMQ totalt                | LHJMQ totalt | 180 | 122 | 105 | 227 | 217 | 40 | 32 | 26 | 58 | 49 |